# Sœurs de sang (film, 2009)
Cet article concerne le film  d'horreur de Stewart Hendler. Pour le film de Brian De Palma, voir Sœurs de sang.
Pour plus de détails, voir Fiche technique et Distribution.
Sœurs de sang ou Serment Mortel au Québec (Sorority Row) est un film d'horreur américain réalisé par Stewart Hendler (en) et sorti en 2009.
Il s'agit d'un remake du film The House on Sorority Row de Mark Rosman, sorti en 1983.

## Synopsis
Six « sœurs » membres d'une confrérie universitaire, Jessica, Cassidy, Ellie, Claire, Chugs et Megan, vivent une vie parfaite, sur fond de fêtes. Lorsque Megan découvre que son petit-ami, Garrett, la trompe, les sœurs décident d'un stratagème : Megan va feindre de mourir lors d'un moment intime avec Garret, pour se venger de l'avoir trahie.
Durant cette mascarade, les filles et Garrett transportent le corps « sans vie » de Megan dans une mine de fer. Alors que les filles essaient de prolonger le mensonge, elles demandent à Garrett de trouver un objet pour couper le corps en morceaux. Mais lorsque les filles sont de dos, Garrett empale le corps de Megan avec une clé en croix dans la poitrine, tuant Megan. Les filles et Garrett, choqués par la mort de leur meilleure amie, se jurent de ne jamais parler de cette nuit à quiconque. Un an plus tard, durant une fête, les filles reçoivent une mystérieuse vidéo sur leur téléphone, montrant une personne habillée d'une cape noire, tenant dans sa main la clé en croix ensanglantée. Elles se rendent vite compte que cette personne est en train de les traquer, elles et leurs petits amis. Une à une, les filles sont tuées et la course poursuite est déclenchée pour retrouver qui est derrière ces meurtres brutaux.

## Fiche technique
- Titre original : Sorority Row
- Titre français : Sœurs de sang
- Titre québécois : Serment mortel
- Réalisation : Stewart Hendler (en)
- Scénario : Josh Stolberg et Pete Goldfinger
- Décors : Diana Stoughton
- Costumes : Marian Toy
- Photographie : Ken Seng
- Musique : Lucian Piane
- Montage : Elliot Greenberg
- Sociétés de production : Summit Entertainment, Karz Entertainment et House Row Productions
- Distribution : 
  -  États-Unis : Summit Entertainment
  -  Québec : Les Films Séville
  -  France : M6 Vidéo
- Budget : 12,5 millions $[1]
- Pays d'origine :  États-Unis
- Langue : anglais
- Format : Couleurs - 2,35:1 - Dolby Digital - 35 mm
- Genre : Horreur
- Durée : 101 minutes
- Dates de sortie :
  -  États-Unis,  Québec : 11 septembre 2009
  -  France : 7 avril 2010 (directement en DVD)
- Classification : 
  -  Québec : + 13 (Interdit aux moins de 13 ans non accompagné d'un adulte)
  -  France : Interdit aux moins de 12 ans

## Distribution
- Briana Evigan (VFB : Célia Torrens ; VQ : Éveline Gélinas) : Cassidy Tappan
- Leah Pipes (VFB : Maia Baran ; VQ : Mélanie Laberge) : Jessica Pierson
- Rumer Willis (VFB : Alexandra Correa ; VQ : Catherine Proulx-Lemay) : Ellie Morris
- Jamie Chung (VFB : Veronica Antico ; VQ : Kim Jalabert) : Claire Wen
- Margo Harshman (VFB : Monia Douieb ; VQ : Émilie Bibeau) : Charlene « Chugs » Bradley
- Audrina Patridge (VQ : Magalie Lépine-Blondeau) : Megan Blaire
- Julian Morris (VFB : Maxime Donnay ; VQ : Alexis Lefebvre) : Andy Richards
- Caroline D'Amore (en) (VQ : Catherine Brunet) : Maggie Blaire
- Carrie Fisher (VQ : Élise Bertrand) : Mme Crenshaw
- Matt O'Leary (VFB : Aurélien Ringelheim ; VQ : Sébastien Reding) : Garrett Bradley
- Matt Lanter (VQ : Philippe Martin) : Kyle Tyson
- Deja Kreutzberg (VQ : Ariane-Li Simard-Côté) : Riley
- Nicole Moore : Joanna
- Ken Bolden : Dr. Rosenburg
- Rick Applegate : Sénateur Tyson

Photos des acteurs principaux.
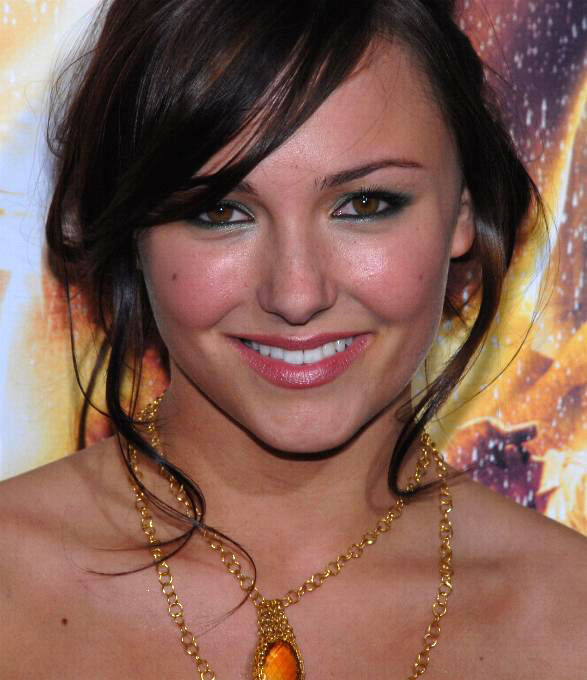
Briana Evigan interprète Cassidy Tappan.
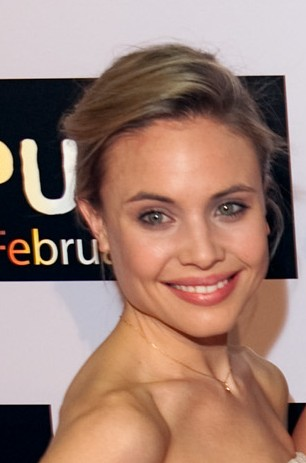
Leah Pipes interprète Jessica Pierson.
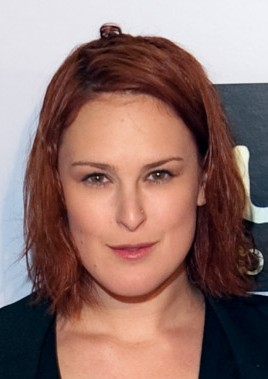
Rumer Willis interprète Ellie Morris.
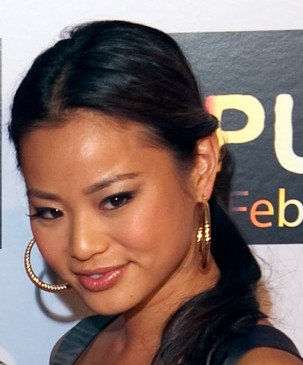
Jamie Chung interprète Claire Wen.
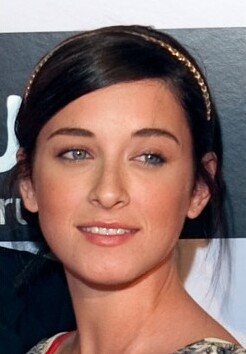
Margo Harshman interprète Charlene Bradley.
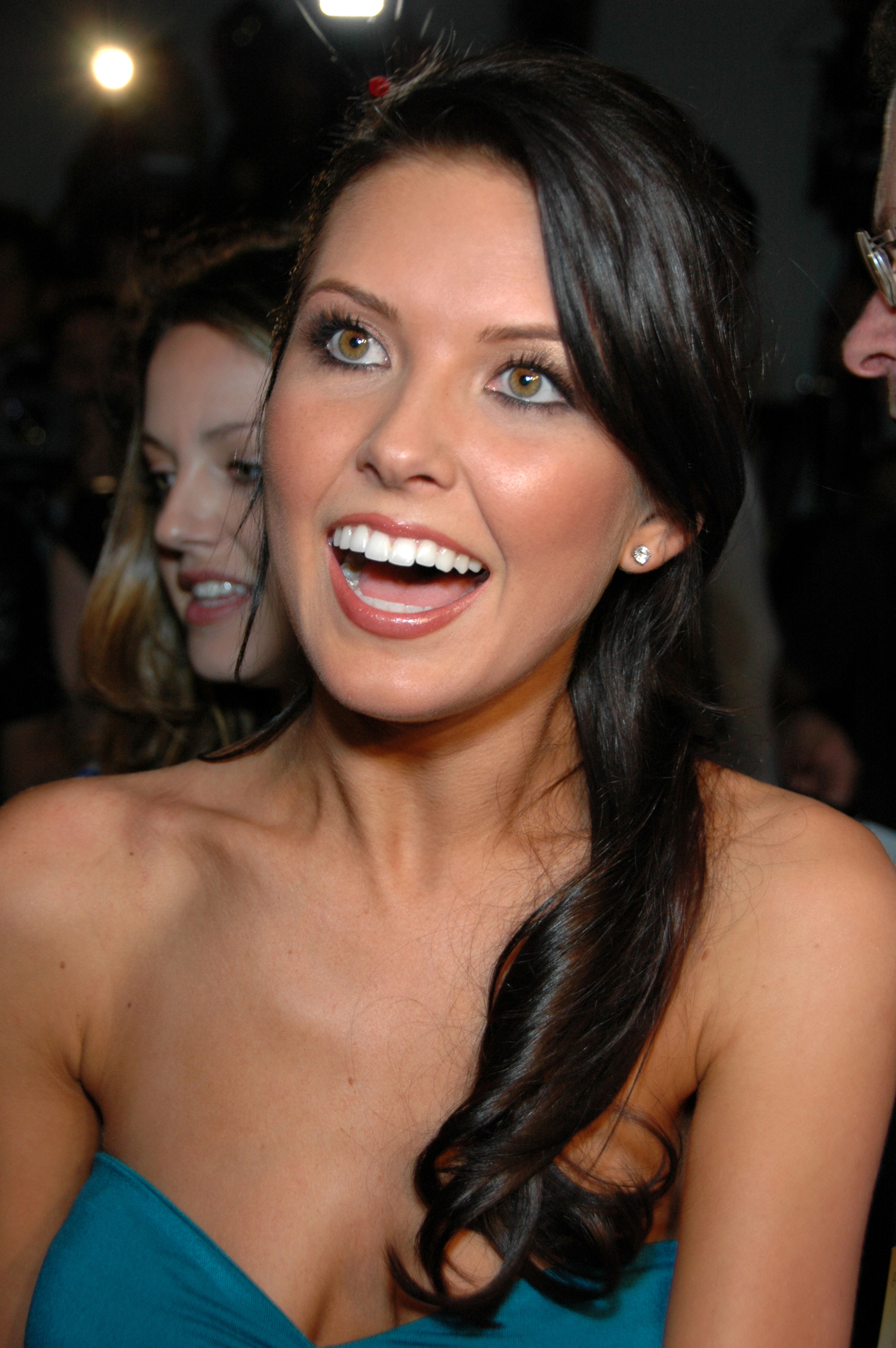
Audrina Patridge interprète Megan Blaire.

## Production
Le film est entré en pré-production en janvier 2008. Le tournage a débuté le 16 octobre 2008 à Pittsburgh, et s'est terminé le 26 mars 2009. Le montage du film s'est quant à lui terminé le 2 mai 2009.

## Accueil

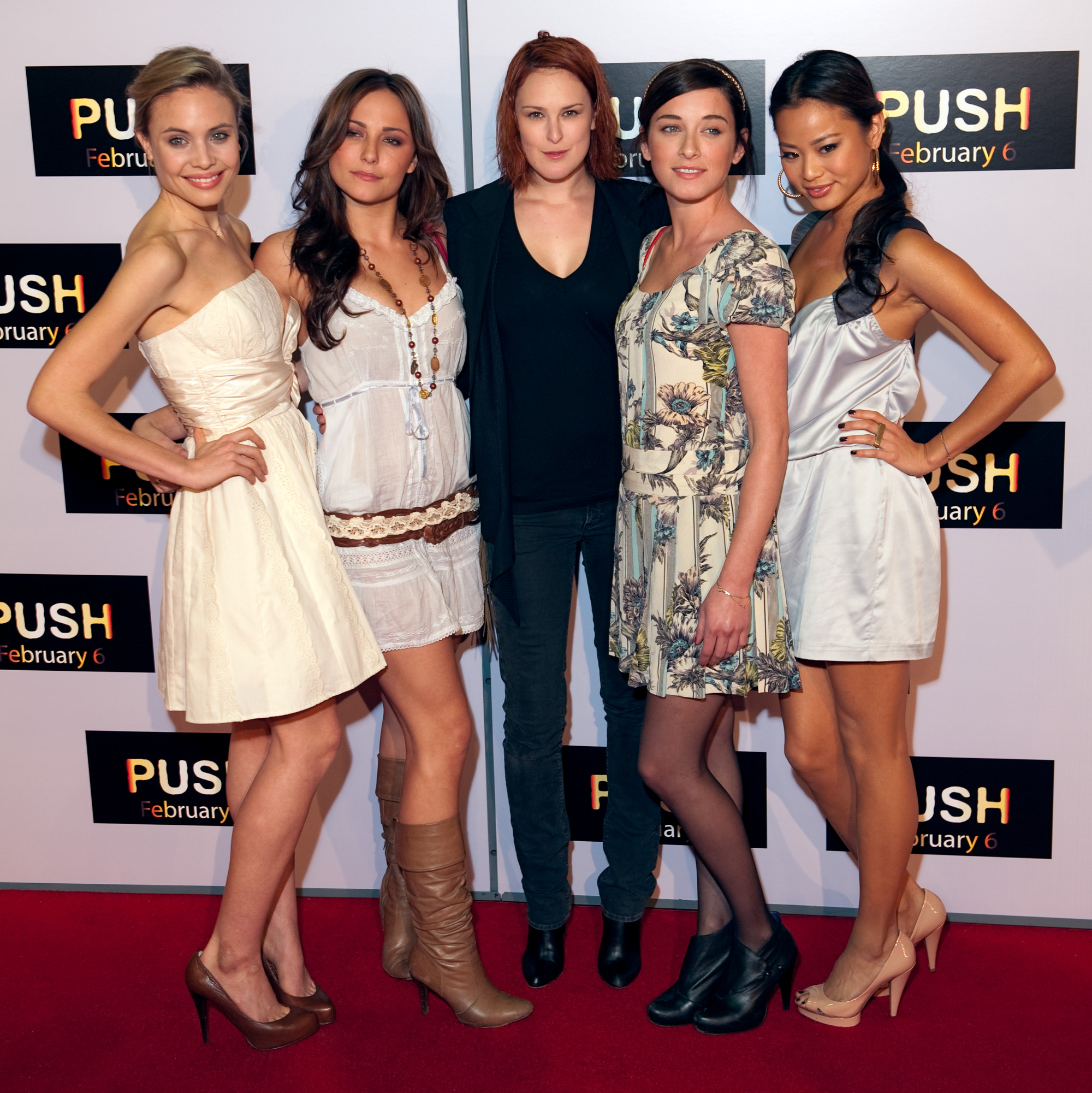
Les cinq actrices principales à l'avant-première du film Push en janvier 2009.

### Box-Office
Le film est un échec au box-office américain, récoltant un peu plus de 11 millions de dollars. Le film fait un peu mieux à l'étranger mais conserve de faibles résultats, avec un peu plus de 15 millions de dollars de récolté. En tout, le film a récolté un peu plus de 27 millions de dollars. Même s'il a réussi à rembourser son budget de 12,5 millions de dollars, le film est un semi-échec, ayant rapporté peu d'argent en plus.

### Critiques
Le film a reçu des critiques négatives, recueillant 22 % de critiques positives, avec une note moyenne de 4/10 et sur la base de 77 critiques collectées, sur le site agrégateur de critiques Rotten Tomatoes. Sur Metacritic, il obtient un score de 24/100 sur la base de 11 critiques collectées.

## Récompenses
- 2009 : « Female Star of Tomorrow » aux ShoWest Awards, récompense commune aux stars féminines du film[6].

## Autour du film

### Clin d'œil
Dans une scène, Cassidy (Briana Evigan), court porter secours à Claire (Jamie Chung). Pour cela, elle s'arme d'une canne au bout tranchant, clin d'œil à l'arme du tueur du film original.

### Inspiration
Le film semble inspiré de la saga Souviens-toi... l'été dernier et particulièrement du troisième volet. En effet, quatre aspects accentuent les similitudes dans le scénario : le fait qu'un groupe décide de faire passer l'un des leurs pour mort — et que finalement ce dernier meurt —, qu'un an plus tard ils sont poursuivis par un tueur, que les protagonistes pensent que le tueur est leur ami qui aurait survécu, et, qu'à la fin, il est montré que le tueur est toujours vivant. La durée de l'intrigue — un an — rappelle également Souviens-toi... l'été dernier.